# Amerila rothi
Amerila rothi är en fjärilsart som beskrevs av Rothschild 1910. Amerila rothi ingår i släktet Amerila och familjen björnspinnare. Inga underarter finns listade i Catalogue of Life.